# Załuże (Jagiełła)
Załuże – część wsi Jagiełła w Polsce położona w województwie podkarpackim, w powiecie przeworskim, w gminie Tryńcza, w sołectwie Jagiełła.
W latach 1975–1998 miejscowość położona była w województwie przemyskim.